# Сироватка крові
Сиро́ватка кро́ві — плазма крові, з якої видалено білки згортування — фібриноген. Сироватки отримують або шляхом природного згортання плазми (нативні сироватки), або осадженням фібриногену іонами кальцію.
У сироватках збережена велика частина антитіл, а за рахунок відсутності фібриногену різко збільшується стабільність.
Сироватку виділяють при аналізі крові на інфекційні захворювання, при оцінці ефективності вакцинації (див. титр антитіл).

## Застосування
Сироватки використовують як лікарські препарати при багатьох інфекційних захворюваннях (правці, дифтерії, грипі тощо) і отруєннях (отрути змій, ботулотоксин тощо). Сироватки, мічені ферментами, радіонуклідами та люмінофорами застосовують в діагностиці деяких захворювань і в наукових дослідженнях.